# 香椎りあ
香椎 りあ（かしい りあ、1991年7月30日 - ）は、日本の元AV女優。ティーパワーズ所属。

## 略歴・人物
東京都出身。2014年11月にエスワンの専属女優「雅さやか（みやび さやか）」としてAVデビュー。所属事務所はアローズ。
2015年10月23日、「香椎りあ」の名前で開始したツイッターで改名したことを報告。所属事務所もティーパワーズに移し、プレステージの専属女優となった。
趣味はショッピング。
弟がいる。

## 出演作品

### アダルトDVD

#### 「雅さやか」名義
2014年
- 新人 NO.1STYLE 雅さやかAVデビュー（11月7日、エスワン）
- 雅さやか、イキます。 初絶頂4本番（12月7日、エスワン）

2015年
- 巨根ズボズボ（1月7日、エスワン）
- 超高級風俗嬢（2月7日、エスワン）
- 交わる体液、濃密セックス（3月7日、エスワン）
- イラマチオ奴隷志願（4月7日、エスワン）
- 生理が始まる2日前のセックス（5月7日、エスワン）
- わたし、犯されにゆきます。 〜父に裏切られた美人妻編〜（6月7日、エスワン）
- 秘密捜査官の女 薬漬けで犯された美しき肢体（7月7日、エスワン）
- ボクの彼女はエロゲー制作をしています。（8月7日、エスワン）
- 下着モデルをさせられて…（9月7日、エスワン）
- S1女優を自宅に派遣 アナタの願望叶えます。（10月7日、エスワン）

2016年
- 雅さやか エスワン 8時間コンプリートBEST（1月6日、エスワン）※総集編

#### 「香椎りあ」名義
2015年
- 香椎りあの、いっぱいコスって萌えてイこう!（11月20日、プレステージ）
- 人生初・トランス状態 激イキ絶頂セックス（12月10日、プレステージ）

2016年
- ラグジュTV×PRESTIGE PREMIUM 01（2月19日、プレステージ）他出演:水嶋杏樹、高嶋ゆいか、黒瀬萌衣、伊東真緒、里美まゆ、水野朝陽、麻生沙奈、和久井なな
- 絶頂ランジェリーナ 13（3月19日、プレステージ）
- 働く痴女系お姉さん vol.04（4月20日、プレステージ）
- 香椎りあ、その卑猥な曲線美（5月20日、プレステージ）
- 天然成分由来 香椎りあ汁120％（6月21日、プレステージ）
- 彼女のお姉さんは、誘惑ヤリたがり娘。 12（7月22日、プレステージ）共演:真島かおる
- なまなかだし 12（8月26日、プレステージ）
- 奴隷色のステージ 35（12月19日、アタッカーズ）

2017年
- 夫の目の前で犯されて- 訪問強姦魔 XI (1月19日、アタッカーズ)
- 婚前OL 恥獄のオフィス (2月13日、アタッカーズ)
- 官能教室 (3月25日、アタッカーズ) 共演:小西悠
- 奴隷ソープに堕とされたフィアンセ 美肉の流刑地 (4月25日、アタッカーズ)
- 脱獄者 (5月25日、アタッカーズ)
- 特捜の女 (6月19日、アタッカーズ)
- 受付嬢の湿ったパンスト (7月25日、アタッカーズ)
- 妻が僕の知らない間に同級生（元不良）のワイルド反りチ○ポで何度も寝取られていました…。 (8月10日、ヒビノ)
- 昼顔妻の濡れた乳房 あなたの知らない平凡妻の本性 (8月11日、オルガ) 共演:波多野結衣
- 子宮が疼く女教師が連続中出しさせてくれる強制勃起テクニック (8月20日、Fitch)
- キレッキレにセックス筋肉が発達した極上痴女の騎乗位中出し (8月25日、痴女ヘブン)
- 乳輪が美しいOL上司がアナタに喜んで欲しくて身体を張ったオナニーサポート (9月1日、ダスッ!)
- ボンデージガール 痙攣中出しFカップ (9月7日、BeFree)
- 取引先の社長が『元いじめっこ』で妻が寝取られても僕は逆らえなかった。 (9月7日、マドンナ)
- レズビアンに囚われた女潜入捜査官～闇の薬取引と裏切りのレズビアン～ (9月7日、ビビアン) 共演:倉多まお、通野未帆
- 巨乳女教師の誘惑 (9月13日、OPPAI)
- 働く女の艶めかしい完全着衣ファック (9月20日、Fitch)
- 変態ご主人様に奉仕する人妻メイド (9月22日、人妻花園劇場)
- 熱帯夜 (10月7日、溜池ゴロー)
- ゲス痴女 (10月20日、ミル) 共演:白金れい奈
- 友人の母親 (11月1日、ヴィーナス)
- 独占解禁!黒人デカマラ肉弾FUCK (11月13日、Fitch)
- 僕が愛したリアルダッチドール 4 (11月25日、セレブの友)
- 男を腰砕けにするエグい痴女 (12月1日、ワープエンタテインメント)
- もしも巨チンの僕が美人女医だらけの病院に患者として入院したら… (12月8日、ケイ・エム・プロデュース/BAZOOKA) 共演:水谷心音、推川ゆうり、桐嶋りの
- ハミ毛もすっごいお姉さん!!剛毛誘惑が濃すぎて我慢できない (12月13日、MOODYZ)
- 超絶テクで発射無制限!淫らな痴女が絡みつく中出し逆3Pクラブ (12月13日、Fitch) 共演:本田岬
- 洗脳して言いなりになるか実験してみた 4 (12月13日、セレブの友)
- 世間知らずのタダ乗りヒッチハイカーに生中出し!! (12月22日、ケイ・エム・プロデュース/BAZOOKA) 共演:推川ゆうり、優梨まいな、散花ゆり
- 女教師イラマチオ罰 (12月25日、MOODYZ)

2018年
- 人妻の浮気心 (1月1日、人妻援護会/エマニエル)
- 乳首こねくり絶頂エステサロン (1月5日、ワープエンタテインメント)
- 誘惑 (ハート) 美容室 (1月5日、ドリームチケット)
- ヤリマンヤンキー対抗!メンチ切りながら平然騎乗位対決 (1月11日、ROCKET) 共演:神納花、松下美織、丸山れおな
- お隣さんもそのお隣さんも欲求不満の人妻ばかり!!巨乳まみれの毎日ヤリまくりマンション (1月12日、ケイ・エム・プロデュース/BAZOOKA) 共演:水野朝陽、藤川れいな、愛花みちる
- 絶世のスタイル美人レズビアン (1月13日、セレブの友) 共演:波多野結衣
- 街で見かけた人妻美ジョガーにNTRマゾ調教!! (1月13日、MARX)
- AV女優限定!無礼講すぎる大乱交合コン 3 (2月13日、セレブの友) 共演:森沢かな、前田可奈子、君島みお
- 夫婦で念願の新居に引っ越したら何たる不幸か近所にデカチン様がお住まいでした… (2月13日、JET映像)
- 義父と嫁、密着中出し交尾 (3月1日、グローリークエスト)
- 巨乳レズバトル捜査官 (3月21日、ROCKET) 共演:佐倉ねね、青葉優香
- 大暴露!本音 (女子) トーク炸裂のレズビアン女子会2 (3月25日、セレブの友) 共演:森沢かな、前田可奈子、君島みお
- 香椎りあが舌絡めるベロキスと凄テクで強制勃起させ自ら挿入し男が気持ち良くなっていく反応を愉しみながら腰振るスケベな痴女の4SEX! (4月25日、セレブの友)
- 夫婦崩壊NTR「悪女と淫女」嫁と元カノ…浮気、寝取り、裏切りの果て (4月26日、h.m.p DORAMA) 共演:篠田ゆう
- 家政婦を飼う女 レズビアンお嬢様に雇われて… (5月7日、ビビアン) 共演:星奈あい
- 堪能メンズエステ 果たして超健全店として有名なこのサロンでやれるのか? (6月1日、LEO) 他出演:伊東真緒、有馬優羽

### イメージDVD

#### 「雅さやか」名義
- 新・湯女ごころ 福渡温泉編（2015年4月13日、INTEC Inc）
- 雅さやかはオレのカノジョ。（2015年5月25日、GRADEN）
- Sayaka みやびやかに、さわやかに…（2015年8月13日、REbecca）